# スティーブン・ジェイ・シュナイダー
表示タイトル:スティーヴン・シュナイダー
- Steven Jay Schneider
- スティーヴン・ジェイ・シュナイダー
- スティーブン・ジェイ・シュナイダー

スティーヴン・ジェイ・シュナイダー(Steven Jay Schneider)は、アメリカの映画プロデューサー、作家、元映画評論家であり、ホラージャンルでの作品で知られている。1974年1月25日、ニューヨーク州ニューヨーク市に生まれた。『パラノーマル・アクティビティ』、『インシディアス』 、そして『スプリット』 （ 2016年）、『ミスター・ガラス』 （2019年）、『ノック 終末の訪問者』（2023年） など、数々の映画シリーズに携わった。
世界映画、特にホラー映画に関する多数の著者・編集者を務めており、『死ぬまでに観たい映画1001本』で知られている。

## 教育
シュナイダーはハーバード大学とロンドン大学で哲学の修士号を、ニューヨーク大学で映画研究の修士号を取得している。

## キャリア
シュナイダーは映画シリーズ『パラノーマル・アクティビティ』への参加で有名になった。アメリカの映画プロデューサー、ジェイソン・ブラムは、シュナイダーが『パラノーマル・アクティビティ』を見出し、このプロジェクトを自分に紹介してくれた人物だと考えている。シュナイダーはブラムとオーレン・ペリと共にホラー映画『インシディアス』を共同プロデュースした。この映画は制作費200万ドル以下だったが、世界中で5000万ドル以上の収益を上げてた。シュナイダーがプロデュースした他の映画には『ロード・オブ・セイラム』 や『ノック 終末の訪問者』がある。
シュナイダーは戦略的な制作契約に注力した。2012年には、共同プロデューサーのアディ・シャンカールと提携し、多国籍エンターテインメント企業Entertainment Oneと複数年契約を締結した。さらにプロダクション会社Spooky Picturesを設立した。その後、シュナイダーはインドのバラジ・モーション・ピクチャーズとジャンルレーベルDark Hellと複数映画の制作契約を締結し、ヒンディー語のスリラーとホラーのプロジェクトに注力した。
シュナイダーはホラー映画と映画精神分析を専門とする本も数冊執筆している。

## フィルモグラフィー

### 長編映画
| 年   | タイトル                                    |
| ---- | ------------------------------------------- |
| 2007 | パラノーマル・アクティビティ                |
| 2008 | 100 Feet                                    |
| 2010 | インシディアス                              |
| 2010 | パラノーマル・アクティビティ2               |
| 2010 | PHAZE7 フェーズ７                           |
| 2011 | The FP                                      |
| 2011 | パラノーマル・アクティビティ3               |
| 2012 | デビル・インサイド                          |
| 2012 | パラノーマル・アクティビティ：クロノロジー  |
| 2012 | トールマン                                  |
| 2012 | ロード・オブ・セイラム                      |
| 2012 | ザ・ベイ                                    |
| 2012 | パラノーマル・アクティビティ4               |
| 2013 | スティーラーズ                              |
| 2013 | インシディアス 第2章                        |
| 2013 | 呪怨館                                      |
| 2013 | SX TAPE セックステープ                      |
| 2013 | ウェア 破滅                                 |
| 2014 | パラノーマル・アクティビティ/呪いの印       |
| 2014 | ゾンビスクール！                            |
| 2014 | 7500                                        |
| 2014 | ハロウィン・レポート                        |
| 2014 | Acid Girls                                  |
| 2015 | 戦慄病棟                                    |
| 2015 | Lady if Casejte                             |
| 2015 | Area51                                      |
| 2015 | インシディアス 序章                         |
| 2015 | 侵入者 逃げ場のない家                       |
| 2015 | ヴィジョン/暗闇の来訪者                     |
| 2015 | Estranged                                   |
| 2015 | ヴィジット                                  |
| 2015 | パラノーマル・アクティビティ5               |
| 2015 | The Unspoken                                |
| 2016 | スプリット                                  |
| 2016 | ラスト・サバイバー                          |
| 2017 | ザ・タンク                                  |
| 2017 | ハロウィン・レポート キル・オア・ストリート |
| 2018 | インシディアス 最後の鍵                     |
| 2018 | Delirium                                    |
| 2018 | MARAマーラ                                  |
| 2019 | ミスター・ガラス                            |
| 2019 | ペット・セメタリー                          |
| 2020 | 獣の棲む家                                  |
| 2021 | オールド                                    |
| 2021 | マスカレード                                |
| 2021 | パラノーマル・アクティビティ7               |
| 2022 | 視線                                        |
| 2023 | ノック 終末の訪問者                         |
| 2023 | 悪魔と夜ふかし                              |
| 2023 | インシディアス 赤い扉                       |
| 2024 | トラップ                                    |
| 2025 | The Plague                                  |

### テレビ
| 年   | タイトル           |
| ---- | ------------------ |
| 2012 | THE RIVER 呪いの川 |

## 著書
『死ぬまでに観たい映画1001本』2003~